# Cosmophasis micans
Cosmophasis micans là một loài nhện trong họ Salticidae.
Loài này thuộc chi Cosmophasis. Cosmophasis micans được Ludwig Carl Christian Koch miêu tả năm 1880.